# 이병학 (1866년)
이병학(李柄學, 초명은 李炳學(1915년 6월 6일 李柄學으로 개명하기 이전까지 사용함), 일본식 이름: 靑木柄學 아오키 헤이가쿠, 1866년 10월 17일 ~ 1942년 11월 9일)은 대한제국의 관료이자, 일제강점기의 관료 겸 기업가이자 금융인으로, 본관은 인천(仁川)이고 호(號)는 청관(淸館)이며 원적지는 경상북도 대구부 횡정(橫町)이다.
일제강점기에는 주로 은행에 관련된 금융인으로 활동하였다.
조선총독부 중추원의 자료에 의하면 그는 국민협회의 관련되어 활동했다 한다.

## 생애
1901년(광무 4) 대한제국 통신원 전화과 주사(판임관 6등)로 임명되었다. 1907년(융희 1) 8월 5일부터 1908년 9월 30일까지 대구수형조합소(大邱手形組合所) 평의원을 지냈고 1908년(융희 2) 9월 5일 동양척식주식회사 설립위원으로 선출되었다. 1908년 12월 대한협회 대구지회 회원을 역임했고 대구은행 창립 발기인(1912년 7월)과 경상농공은행 이사(1912년 8월), 선남은행 이사(1912년 9월 ~ 1933년), 대구은행 이사(1913년 5월 ~ 1927년)를 역임했다.
1918년 6월 20일 조선식산은행 설립위원으로 임명되었고 같은 해 10월 조선식산은행 상담역을 역임했다. 대구자제단 발기인 겸 평의원(1919년 4월 7일), 대구주조 사장(1919년 10월), 경일은행 이사(1920년 4월), 국민협회 경북지부 총무(1920년 12월 18일), 조선생명보험 이사(1921년), 조선화재해상보험 이사(1922년 9월 ~ 1931년), 조선미술품제작소 이사(1923년 ~ 1935년), 증권금융사 대주주(1923년 11월 ~ 1927년), 대구은행 대주주(1925년 ~ 1927년), 조선물산 이사(1926년 12월 ~ 1931년), 경상합동은행 사장(1928년 7월 ~ 1931년), 조선증권금융 설립 발기인(1932년 3월 11일) 등을 역임했다.
그밖에 그는 민원식, 김명준 등이 조선인 참정권과 자치권 운동을 추진한 단체 국민협회에 관련된 인물로도 지목되었다.
1921년 4월 28일부터 1924년 4월 26일까지 조선총독부 중추원 참의를 지냈고 1929년 5월 1일 조선박람회 평의원으로 선출되었다. 1926년 5월 5일 조선토지개량주식회사 발기인 가운데 한 사람으로 참여했으며 1926년 7월 7일부터 1935년 7월 31일까지 조선토지개량주식회사 감사를 역임했다. 1924년 4월 26일 정7위에 올랐고 1925년 조선불교단 대구지부 상담역을 역임했다. 1928년 11월 16일 일본 정부로부터 쇼와 대례 기념장을 받았다.

### 사후
친일파 708인 명단의 중추원 부문, 민족문제연구소의 친일인명사전 수록자 명단의 중추원 부문, 친일반민족행위진상규명위원회가 발표한 친일반민족행위 705인 명단에 포함되었다.

## 같이 보기
- 국민협회
- 대구수창조합
- 민원식
- 박중양
- 김명준
- 장직상

## 참고 자료
- 친일반민족행위진상규명위원회 (2009). 〈이병학〉. 《친일반민족행위진상규명 보고서 Ⅳ-12》. 서울. 900~917쪽.